# 안수현
안수현(安秀賢, 1972년 1월 17일 ~ 2006년 1월 7일)은 대한민국의 의사 겸 수필가이자 내과 전문의 겸 칼럼니스트이며, 군의관이다.

## 안수현의 사망
그는 군의관으로 복무 중이었던 2006년 1월 7일에 유행성출혈열로 타계하였다. 타계 당시 그의 계급은 육군 대위였다.
그는 의약분업 사태 당시 대부분 의사들이 파업할 때에도 홀로 병원을 지키면서 환자를 돌본 소신있는 의사이기도 하였다.

### 학력
- 1996년 고려대학교 의과대학 의학과 (졸업)
- 1998년 고려대학교 의과대학원 의학과 (졸업)

### 경력
- 고려대학교 의료원 내과 전문의
- 예배자를 돕는 헬퍼쉡 공동체 '예흔' 리더
- 한국누가회(CMF)
- 영락교회 청년 3부 / 의료선교부
- 28사단(무적태풍부대) 의무대대 군의관
- 프리랜서 praise & worship 칼럼니스트

## 작품
- 유작 「그 청년 바보 의사」 (안수현 저, 이기섭 엮음, 아름다운사람들(이상순), 2009년)
- 유작 「그 청년 바보 의사, 그가 사랑한 것들」 (안수현 저, 이기섭 엮음, 아바서원(김태희), 2013년)

## 수상 이력
- 2004년 1월 청년의사 주최 제 3회 한미수필문학상 대상 수상 ('개입')